# Liomesus
Liomesus is een geslacht van weekdieren uit de klasse van de Gastropoda (slakken).

## Soorten
- Liomesus dalei (Sowerby, 1825) †
- Liomesus ovum (Turton, 1825)
- Liomesus stimpsoni Dall, 1889